# Atrocités criminelles
 (mars 2025).
 (mars 2025).
La mise en forme du texte ne suit pas les recommandations de Wikipédia : il faut le « wikifier ».
Les points d'amélioration suivants sont les cas les plus fréquents. Le détail des points à revoir est peut-être précisé sur la page de discussion.
- Les titres sont pré-formatés par le logiciel. Ils ne sont ni en capitales, ni en gras.
- Le texte ne doit pas être écrit en capitales (les noms de famille non plus), ni en gras, ni en italique, ni en « petit »…
- Le gras n'est utilisé que pour surligner le titre de l'article dans l'introduction, une seule fois.
- L'italique est rarement utilisé : mots en langue étrangère, titres d'œuvres, noms de bateaux, etc.
- Les citations ne sont pas en italique mais en corps de texte normal. Elles sont entourées par des guillemets français : « et ».
- Les listes à puces sont à éviter, des paragraphes rédigés étant largement préférés. Les tableaux sont à réserver à la présentation de données structurées (résultats, etc.).
- Les appels de note de bas de page (petits chiffres en exposant, introduits par l'outil «  Source ») sont à placer entre la fin de phrase et le point final[comme ça].
- Les liens internes (vers d'autres articles de Wikipédia) sont à choisir avec parcimonie. Créez des liens vers des articles approfondissant le sujet. Les termes génériques sans rapport avec le sujet sont à éviter, ainsi que les répétitions de liens vers un même terme.
- Les liens externes sont à placer uniquement dans une section « Liens externes », à la fin de l'article. Ces liens sont à choisir avec parcimonie suivant les règles définies. Si un lien sert de source à l'article, son insertion dans le texte est à faire par les notes de bas de page.
- La présentation des références doit suivre les conventions bibliographiques. Il est recommandé d'utiliser les modèles {{Ouvrage}}, {{Chapitre}}, {{Article}}, {{Lien web}} et/ou {{Bibliographie}}. Le mode d'édition visuel peut mettre en forme automatiquement les références.
- Insérer une infobox (cadre d'informations à droite) n'est pas obligatoire pour parachever la mise en page.

Pour une aide détaillée, merci de consulter Aide:Wikification.
Si vous pensez que ces points ont été résolus, vous pouvez retirer ce bandeau et améliorer la mise en forme d'un autre article.
Les atrocités criminelles sont des violations du droit pénal international qui relèvent des trois catégories de crimes internationaux historiquement définis par les textes : le génocide, les crimes de guerre et les crimes contre l'humanité. Le nettoyage ethnique est considéré comme un quatrième type d'atrocité criminelle de masse par les juristes et les organisations non gouvernementales internationales (ONG) travaillant dans ce domaine, bien qu’il ne soit pas encore reconnu comme un crime en tant que tel en vertu du droit international.
Les crimes d’agression ne sont pas en général considérés  comme des atrocités criminelles de masse, sauf par certains spécialistes du droit. Bien qu’il s’agisse clairement d’une grave violation du droit international et qu’il s’agisse souvent d'un élément de contexte dans lequel des atrocités criminelles de masse sont commises, le crime d’agression est spécifique car il s’agit d’une attaque contre le territoire, la souveraineté ou l’indépendance politique d’un État plutôt que contre une population.
Les principaux textes internationaux définissant les atrocités criminelles de masse sont la Convention de 1948 pour la prévention et la répression du crime de génocide, les Conventions de Genève de 1949 et leurs Protocoles additionnels de 1977, ainsi que le Statut de Rome de 1998 de la Cour pénale internationale. La jurisprudence de la Cour pénale internationale, celle des tribunaux pénaux internationaux ad hoc comme celle de la Cour internationale de justice définissent plus précisément et mettent en œuvre ces normes juridiques.

## Crimes contre l'humanité
L'expression « crimes contre l’humanité » a été utilisée pour un large ensemble d’actes et est souvent considéré comme plus large que les trois autres types d'atrocités criminelles. Bien que les crimes contre l’humanité puissent inclure de nombreux actes qui constituent également des crimes de guerre, un génocide ou un nettoyage ethnique, ils présentent des caractéristiques spécifiques. Contrairement aux crimes de guerre, les crimes contre l’humanité peuvent être commis en temps de guerre ou de paix et ne frappent que des populations civiles. Contrairement au génocide, les actes incriminés ne doivent pas obligatoirement viser un groupe spécifique[réf. nécessaire].
Les crimes contre l’humanité ne sont pas  couverts juridiquement par un traité international spécifique. La Commission du droit international a soumis en 2019 un projet de convention à l’ Assemblée générale des Nations Unies qui comprend des dispositions définissant, interdisant et punissant  les crimes contre l’humanité. Bien qu’elle ne fasse pas l’objet d’un traité spécifique, l’interdiction des crimes contre l’humanité est considérée comme faisant partie du droit international coutumier et comme une norme établie, ce qui signifie qu’elle est contraignante pour tous les États sans exception.
L'expression "crimes contre l’humanité" et des termes similaires ont été utilisés au XVIIIe siècle et au début du XIXe siècle pour décrire l’esclavage et les atrocités commises dans le cadre du colonialisme. La première utilisation formelle de cette expression en droit international fut une déclaration de 1915 condamnant le massacre des Arméniens par le gouvernement turc. Depuis lors, le terme a été utilisé et défini de manière similaire, mais différente, par le Tribunal de Nuremberg, le Tribunal de Tokyo, le Tribunal pénal international pour l'ex-Yougoslavie, le Tribunal pénal international pour le Rwanda et la Cour pénale internationale[réf. nécessaire].
On trouve dans le Statut de Rome  l'expression la plus récente du consensus de la communauté internationale sur la définition des crimes contre l’humanité. Le texte ne limite pas la définition aux actes survenant en temps de conflit armé, inclut un éventail plus large de violences sexuelles comme actes sanctionnés et élargit les motifs pour lesquels la persécution peut être commise. La loi définit les crimes contre l'humanité comme l'un quelconque des actes suivants lorsqu'ils sont commis dans le cadre d'une attaque généralisée ou systématique dirigée contre une population civile, en connaissance de l'attaque :
(a) Meurtre.
(b) Extermination;
(c) mise en esclavage;
d) Déportation ou transfert forcé de population ;
e) Emprisonnement ou toute autre privation grave de liberté physique en violation des règles fondamentales du droit international ;
(f) Torture;
(g) Viol, esclavage sexuel, prostitution forcée, grossesse forcée, lstérilisation forcée ou toute autre forme de violence sexuelle de gravité comparable ;
(h) Persécution contre tout groupe ou toute collectivité identifiable pour des raisons politiques, raciales, nationales, ethniques, culturelles, religieuses, de genre... ou d’autres motifs universellement reconnus comme admissibles en droit international, en rapport avec tout acte visé au présent paragraphe ou tout crime relevant de la compétence de la Cour ;
(i) Disparition forcée de personnes ;
(j) Crime d’ apartheid ;
(k) D’autres actes inhumains de même nature causant intentionnellement de grandes souffrances ou des atteintes graves à l’intégrité physique ou à la santé physique ou mentale.

## Génocide
Dans sa forme la plus essentielle, le « génocide » désigne des actes commis dans l’ intention de détruire un groupe particulier. Cette destruction peut être obtenue par des actes mortels ou non mortels, allant de l’esclavage au viol et des massacres aux stérilisations forcées. Comme les crimes contre l’humanité, le génocide peut se produire en temps de paix ou de guerre. Le génocide a comme spécificité de voir ses auteurs procéder d’une intention spécifique. Bien que de nombreux actes constitutifs du génocide soient inclus dans les autres atrocités criminelles et aient en fait été jugés comme crimes contre l’humanité lors des procès de Nuremberg, les conceptions modernes notent que le ciblage d’un groupe protégé pour destruction est spécifique au génocide.
Comme les crimes contre l’humanité, l’interdiction du génocide est une règle de droit international coutumier et une norme établie, ce qui signifie qu’elle est contraignante pour tous les États sans exception. En outre, il a été codifié et inclus dans la compétence de plusieurs organes juridictionnels internationaux, notamment le Tribunal pénal international pour l’ex-Yougoslavie, le Tribunal pénal international pour le Rwanda, et la Cour pénale internationale. En 1948, l’Assemblée générale des Nations Unies a adopté la Convention pour la prévention et la répression du génocide (également connue sous le nom de Convention sur le génocide), un traité dédié établissant des obligations multilatérales d’agir face au génocide.
L'article II de la Convention sur le génocide définit le génocide comme « ... l'un quelconque des actes suivants commis dans l'intention de détruire, en tout ou en partie, un groupe national, ethnique, racial ou religieux » : 
(a) Tuer des membres du groupe;
(b) Causer des dommages corporels ou mentaux graves aux membres du groupe;
c) Soumettre délibérément le groupe à des conditions d’existence devant entraîner sa destruction physique totale ou partielle ;
d) Mettre en œuvre des actions visant à empêcher les naissances au sein du groupe ;
(e) Transférer de force les enfants du groupe considéré vers un autre groupe.

## Crimes de guerre
Les crimes de guerre sont des violations graves des lois et coutumes régissant les conflits armés. La définition a évolué au fil du temps pour inclure les actions qui se produisent non seulement dans le cadre d’une guerre entre États, mais également dans le cadre de conflits armés internes. Les crimes de guerre sont traités parallèlement au droit international humanitaire, tous deux contenus principalement dans les Conventions de Genève. Le droit international humanitaire englobe un large éventail de traitements auxquels ont droit différentes catégories de personnes protégées, comme le traitement humain des civils ennemis sous occupation militaire belligérante et des soins médicaux sans discrimination pour les blessés et les malades  ou des conditions minimales de détention pour les prisonniers de guerre  . À l’inverse, les actes qui constituent des crimes de guerre sont ceux qui ont un effet particulièrement grave sur les personnes, les biens et les valeurs importantes et qui donnent lieu à une responsabilité pénale.
Les coutumes régissant les conflits armés remontent à des siècles, mais le développement et la codification du concept moderne de crimes de guerre ont commencé à la fin du XIXe siècle avec la rédaction des Conventions de La Haye définissant des restrictions sur les méthodes de guerre. Les Conventions de Genève, nées après la Seconde Guerre mondiale, ainsi que les Protocoles additionnels, constituent le cadre le plus solide du droit des conflits armés[réf. nécessaire]. En outre, la définition et l’interprétation des crimes de guerre ont été élaborées par les tribunaux de Nuremberg et de Tokyo, le Tribunal pénal international pour l’ex-Yougoslavie, le Tribunal pénal international pour le Rwanda et la Cour pénale internationale. Comme les crimes contre l’humanité et le génocide, il s’agit également d’un droit international coutumier.
Bien qu’aucun document ne codifie tous les crimes de guerre, le Statut de Rome formalise le consensus le plus récent. Elle définit les crimes de guerre comme des « violations graves des Conventions de Genève » et énumère « l’un quelconque des actes suivants contre des personnes ou des biens protégés par les dispositions de la Convention de Genève pertinente ».
1. Homicide volontaire, ou causant de grandes souffrances ou des atteintes graves à l'intégrité physique ou à la santé
2. Torture ou traitement inhumain
3. Destruction ou appropriation illégale et gratuite de biens
4. Forcer un prisonnier de guerre à servir dans les forces d'une puissance hostile
5. Priver un prisonnier de guerre d'un procès équitable
6. Déportation, détention ou transfert de population illégaux
7. Prise d'otages

Le Cadre d'analyse des atrocités criminelles des Nations Unies reconnaît que la Conférence de Genève de 1949 protège quatre groupes de personnes dans les conflits armés : 
1. Les blessés et les malades des forces armées sur le terrain
2. Les blessés, les malades et les naufragés des forces armées en mer
3. Prisonniers de guerre
4. Personnes civiles

Les Protocoles additionnels de 1977 aux Conventions de Genève ont ajouté davantage de groupes protégés, notamment les femmes, les enfants, le personnel médical civil et les journalistes.

## Nettoyage ethnique
Le terme « nettoyage ethnique » englobe un large ensemble d’actions illégales visant à chasser un groupe d’une zone spécifique. Cela peut se faire par des actes non violents, tels que des réglementations administratives sur les déplacements et empêchant l’accès aux soins médicaux, à l’éducation ou à l’aide humanitaire. Il peut également s'opérer par le biais du harcèlement et des menaces. Enfin, le nettoyage ethnique peut être mené au moyen d'actions violentes, notamment le viol, la torture, la déportation forcée, l’incarcération de masse, les meurtres et les attaques contre des personnalités politiques et culturels tout comme des bâtiments et institutions politiques et culturels. Tout comme d’autres atrocités criminelles de masse, il existe un recouvrement important entre le nettoyage ethnique et les actes mentionnés précédemment. Le nettoyage ethnique peut être considéré comme un crime contre l’humanité ou, en particulier lors d’un conflit armé, comme un crime de guerre. Le lien entre nettoyage ethnique et génocide est complexe qu'il comporte également l'intention de cibler un « groupe national, ethnique, racial ou religieux » particulier[réf. nécessaire].
Le crime de nettoyage ethnique est souvent évoqué en association avec le crime génocide. Par exemple, la Cour internationale de justice a déterminé que la plupart des actes commis en Bosnie par les forces serbes constituaient un « nettoyage ethnique », mais ne constituaient pas un génocide. Ce qui distingue le nettoyage ethnique du génocide, c’est l’intention. L’objectif qui motive le nettoyage ethnique est de rendre homogène une région spécifique par l’expulsion souvent violente d’un groupe minoritaire plutôt que par son anéantissement. Ainsi, même si les actes spécifiques commis contre un groupe protégé peuvent être identiques, les auteurs d’un génocide ne se contenteraient pas du déplacement du groupe si cela ne le détruisait pas, alors que les auteurs d’une campagne de nettoyage ethnique seraient en principe satisfaits.
Bien que le nettoyage ethnique n’ait pas été formellement défini et réprimé dans un traité international, le terme apparaît dans les résolutions du Conseil de sécurité et de l’Assemblée générale des Nations Unies, dans la jurisprudence du Tribunal pénal international pour l’ex-Yougoslavie et dans les rapports des experts de l’ONU.

## Compétence légale

### Cour pénale internationale
La Cour pénale internationale (CPI) n’a compétence que sur les personnes ayant commis des crimes contre l’humanité, des crimes de guerre, un génocide ou des crimes d’agression. Sa compétence est en outre limitée aux crimes commis sur le territoire d’un État qui a accepté la compétence de la CPI (par la ratification du Statut de Rome ou autrement) et aux situations qui lui sont déférées par le Conseil de sécurité de l’ONU. Malgré le pouvoir de saisine du Conseil de sécurité, la Cour elle-même n’est pas institutionnellement affiliée aux Nations Unies. Pour que la Cour pénale internationale puisse se saisir d’une affaire, l’État doit être membre signataire du Statut de Rome, ce qui place alors le pays sous la juridiction de la Cour. La compétence de la CPI est complémentaire à celle des tribunaux nationaux. Ainsi, si un auteur est jugé devant un tribunal national, la CPI n’intervient pas dans l’affaire[réf. nécessaire].

### Les atrocités criminelles dans les procès de Nuremberg
Avant la publication du Statut de Rome et la création de la Cour pénale internationale, les auteurs de crimes d’atrocités de masse étaient traduits en justice par des tribunaux internationaux. Nuremberg fut le premier exemple de ce type de tribunaux. Organisé comme un Tribunal militaire international (TMI) pour les nazis, Nuremberg est devenu le premier procès dans lequel des crimes contre l'humanité ont été retenus comme chef d'accusation (ils ne pouvaient pas être accusés du crime de génocide, car celui-ci n'existait pas à l'époque). Sur les 24 responsables nazis inculpés, 16 d’entre eux ont été reconnus coupables de crimes contre l’humanité.

### Tribunal pénal international pour l'ex-Yougoslavie
Le Tribunal pénal international pour l'ex-Yougoslavie (TPIY) est le tribunal des Nations Unies créé en 1993 pour poursuivre les atrocités criminelles de masse commises dans les Balkans dans les années 1990. Il traite des crimes commis entre 1991 et 2001 contre des membres de divers groupes ethniques dans l’ex-Yougoslavie — Croatie, Bosnie-Herzégovine, Serbie, Kosovo et Macédoine. Il s’agit du premier tribunal pour crimes de guerre établi par l’ONU ainsi que du premier tribunal international pour crimes de guerre depuis les tribunaux de Nuremberg et de Tokyo. Le tribunal a été créé par le Conseil de sécurité de l’ONU, agissant en vertu du chapitre VII de la Charte des Nations Unies. Depuis sa création, le TPIY a rendu des décisions qui font jurisprudence en matière d'atrocités criminelles  de masse, notamment en affirmant que la position d'un individu ne le protège pas des poursuites. Elle a également créé un précédent en matière de culpabilité individualisée afin de protéger des communautés entières contre toute qualification de « collectivement responsables ». Elle a soutenu que le massacre de Srebrenica était un génocide tel que défini par le droit international. Le TPIY a inculpé plus de 160 personnes[réf. nécessaire].

### Tribunal pénal international pour le Rwanda
Le Tribunal pénal international pour le Rwanda  (TPIR) est un tribunal international créé par le Conseil de sécurité de l'ONU pour poursuivre les personnes responsables de génocide et d'autres atrocités criminelles de masse commis au Rwanda et dans les États voisins entre le 1er janvier 1994 et le 31 décembre 1994. Le TPIR est le premier tribunal international à rendre des verdicts de génocide et le premier à interpréter la définition du génocide donnée par la Convention sur le génocide de 1948. C'est également le premier tribunal à définir le viol comme un des moyens pour commettre un génocide  et à tenir les membres des médias responsables des émissions diffusées comme un outil de génocide. Le dernier jugement du TPIR a été rendu le 20 décembre 2012 et il ne traite désormais que des appels. Depuis son ouverture en 1995, sur les 93 personnes inculpées par le TPIR, 62 ont été reconnues coupables de crimes internationaux humanitaires et condamnées, 10 ont été déférées devant des juridictions nationales, 2 sont décédées avant le prononcé du verdict, 3 fugitifs ont été déférés au Mécanisme international appelé à exercer les fonctions résiduelles des tribunaux pénaux et 2 actes d'accusation ont été retirés avant le début de leur procès.

### Cour internationale de Justice
La Cour internationale de Justice (CIJ) est le principal organe judiciaire des Nations Unies. Elle peut connaître de deux types d'affaires : contentieuses et consultatives. Les affaires contentieuses sont des litiges juridiques entre États qui ne peuvent être portés que par les États. Le seul crime d’atrocité de masse sur lequel la CIJ a compétence est le génocide. Sa compétence a été explicitement établie dans la Convention sur le génocide. Contrairement aux tribunaux évoqués ci-dessus, la CIJ ne peut pas déterminer la responsabilité pénale individuelle. Elle peut clarifier et interpréter la Convention sur le génocide et tenir les États responsables de la commission ou de l’échec de la prévention ou de la punition du génocide[réf. nécessaire].

## Accords diplomatiques

### Responsabilité de protéger
Lors du Sommet mondial de 2005, les États membres des Nations Unies ont affirmé un devoir de protection  contre le génocide, les crimes de guerre, le nettoyage ethnique et les crimes contre l’humanité. Ce document ne constitue pas un accord juridique contraignant, mais réaffirme plutôt la responsabilité de tous les États de protéger leurs propres populations contre les atrocités criminelles. Elle oblige également la communauté internationale à tenir les autres États responsables de leurs populations. Conformément aux chapitres VI, VII et VIII de la Charte des Nations Unies, les Nations Unies ont reconnu lors du sommet leur responsabilité de contribuer à protéger toutes les populations par des moyens pacifiques, ainsi que par une action collective lorsque cela est nécessaire[réf. nécessaire].